# Cryphia schwingenschussi
Cryphia schwingenschussi är en fjärilsart som beskrevs av Charles Boursin 1954. Cryphia schwingenschussi ingår i släktet Cryphia och familjen nattflyn. Inga underarter finns listade i Catalogue of Life.